# Raab-Katzenstein KL.1 Schwalbe
Raab-Katzenstein KL.1 Schwalbe je nemško letalo proizvajalca Raab-Katzenstein-Flugzeugwerke iz 1920ih, znano predvsem po vlogi akrobatskega letala. Kratica KL.1 je bila kasneje zamenjana z RK.1 po imenu tovarne letal.
V Sloveniji ga je pred drugo svetovno vojno uporabljal Letalski center Maribor. 17. novembra leta 1929 je letalo ob izvajanju akrobacij trčilo v dimnik hiše in strmoglavilo na Glavnem trgu v Mariboru, pri tem sta se smrtno ponesrečila tajnik aerokluba Ivo Šestan in tovarniški pilot Hans Müller. 

## Specifikacije (Raab-Katzenstein KL.1 Schwalbe)
Splošne karakteristike
- Posadka: 1 pilot
- Število sedežev: 1 potnikov
- Dolžina: 6,50 m ()
- Razpon kril: 8 m ()
- Višina: 2,6 m ()
- Površina kril: 17 m² ()
- Teža praznega letala: 470 kg ()
- Maks. vzletna teža: 710 kg ()
- Pogon letala: 1 ×  7 valjni zvezdni motor zračno hlajen 6,6 litrski Siemens & Halske Sh 11, 80 KM ()

 Zmogljivost 
- Maks. hitrost: 152 km/h (94 mph, 82 kn)
- Potovalna hitrost: 140 km/h (87 mph, 76 kn)
- Hitrost porušitve vzgona: 70 km/h (43 mph, 38 kn)
- Doseg: 500 km (311 mi, 270 nmi)
- Višina leta: 3500 m (11,500 ft)
- Hitrost vzpenjanja: 1,9 m/s ()